# 劉保禧
劉保禧（Lau Po Hei），畢業於香港中文大學哲學系，曾任東吳大學哲學系助理教授。現為香港中文大學通識教育部講師
曾任香港電台港台電視31五夜講場哲學有偈傾主持。

## 著作及出版

### 期刊論文/專書章節
- 2013年〈天道與界域──牟宗三與海德格論超越〉，《東吳哲學學報》，第二十八期，頁97-133。
- 2013年〈智的直覺與想像力──牟宗三與海德格論有限性〉，《國立臺灣大學哲學論評》，第四十五期，頁143-186。
- 2013年〈陳漢生與牟宗三論直覺與神秘主義〉，《國立政治大學哲學學報》，第二十九期，頁33-78。
- 2015年〈隱匿的對話──海德格爾如何決定牟宗三的哲學計劃？〉，《中國哲學與文化》，第十二輯，頁153-176。
- 2016年〈讀經者的心事：劉小楓論儒家的革命與共和〉，《思想》，第三十期，頁35-55。
- 2018年〈實況性與氣質：海德格與牟宗三論生命〉，《揭諦》，第三十四期，頁1-46。
- 2021年〈論語的情感世界〉，《字裡人間：人文經典與通識教育》。香港：香港中文大學，頁99－124。

### 書評
- 2012年〈宗教、多元與對話──評鄭宗義著《儒學、哲學與現代世界》〉，《東吳哲學學報》，第二十六期，頁137-146。
- 2013年〈評Thinking Through Confucian Modernity: a Study of Mou Zongsan's Moral Metaphysics.〉，《漢學研究》，第三十一卷一期，頁341-347。
- 2014年〈評 Introduction to Classical Chinese Philosophy (by Bryan W. Van Norden)〉。《中國哲學季刊》（Journal of Chinese Philosophy），第四十一卷第三/四期，頁521-523。（英文）
- 2015年〈評劉小楓著《共和與經綸：熊十力《論六經》《正韓》辨正》〉，《臺灣東亞文明研究學刊》，第十二卷第一期，頁275-285。
- 2020年〈評 Carl Schmitt and Leo Strauss in the Chinese-Speaking World (ed. Kai Marchal & Carl K. Y. Shaw)〉。《道：比較哲學》（Dao: A Journal of Comparative Philosophy），第十九卷第一期，頁159-163。（英文）